# Universelle zentrale Erweiterung
In der Mathematik ist die universelle zentrale Erweiterung einer Gruppe ein Begriff aus der Gruppentheorie.

## Definition
Eine zentrale Erweiterung einer Gruppe {\displaystyle G} durch eine abelsche Gruppe {\displaystyle A} besteht aus einer Gruppe {\displaystyle E} und einem surjektiven Gruppenhomomorphismus {\displaystyle \phi \colon E\to G} mit Kern isomorph zu {\displaystyle A}. Ein Morphismus zwischen zwei zentralen Erweiterungen {\displaystyle \phi \colon E\to G,\phi ^{\prime }\colon E^{\prime }\to G}
derselben Gruppe {\displaystyle G} ist ein Gruppenhomomorphismus {\displaystyle \psi \colon E\to E^{\prime }} mit {\displaystyle \phi ^{\prime }\psi =\phi }.
Eine zentrale Erweiterung 
{\displaystyle \phi \colon E\to G}
heißt universelle zentrale Erweiterung, wenn es für jede andere zentrale Erweiterung 
{\displaystyle \phi ^{\prime }\colon E^{\prime }\to G}
einen eindeutigen Morphismus zentraler Erweiterungen von {\displaystyle \phi \colon E\to G} nach {\displaystyle \phi ^{\prime }\colon E^{\prime }\to G} gibt.

## Existenz und Eindeutigkeit
Eine universelle zentrale Erweiterung ist bis auf Isomorphismus eindeutig bestimmt, aber eine Gruppe {\displaystyle G} hat nur dann eine universelle zentrale Erweiterung, wenn sie perfekt ist. In diesem Fall ist eine zentrale Erweiterung {\displaystyle \phi \colon E\to G} genau dann universell, wenn {\displaystyle E} perfekt ist und alle zentralen Erweiterungen von {\displaystyle E} trivial sind. Äquivalent ist eine zentrale Erweiterung einer perfekten Gruppe genau dann universell, wenn {\displaystyle H_{1}(E,\mathbb {Z} )=0} und {\displaystyle H_{2}(E,\mathbb {Z} )=0}. Der Kern {\displaystyle A} der universellen zentralen Erweiterung ist isomorph zu {\displaystyle H_{2}(G,\mathbb {Z} )}.
Unter dem Isomorphismus {\displaystyle Ext(G,A)\simeq H^{2}(G,A)\simeq Hom(H_{2}(G,\mathbb {Z} ),A)} entspricht die universelle zentrale Erweiterung der Identität {\displaystyle H_{2}(G,\mathbb {Z} )\to A}.
Für eine perfekte Gruppe mit Präsentierung {\displaystyle \langle F\mid R\rangle } konstruiert man die universelle zentrale Erweiterung als {\displaystyle E=\left[F,F\right]/\left[F,R\right]}.

## Beispiele
- Für eine perfekte endliche Gruppe ist die Schur-Überlagerung die universelle zentrale Erweiterung. Der Kern ist der Schur-Multiplikator.
- {\displaystyle SU(2)} ist die universelle zentrale Erweiterung von {\displaystyle SO(3)}. Der Kern ist isomorph zu {\displaystyle \mathbb {Z} /2\mathbb {Z} }.
- Sei {\displaystyle R} ein kommutativer Ring. Die Steinberg-Gruppe {\displaystyle St(R)} ist die universelle zentrale Erweiterung der Kommutatorgruppe {\displaystyle \left[GL(R),GL(R)\right]}. Der Kern ist die algebraische K-Theorie {\displaystyle K_{2}(R)}.